# Desmopachria ruginosa
Desmopachria ruginosa är en skalbaggsart som beskrevs av Young 1990. Desmopachria ruginosa ingår i släktet Desmopachria och familjen dykare. Inga underarter finns listade i Catalogue of Life.